# Грос-Шенкенберг
Грос-Шенкенберг (нім. Groß Schenkenberg) — громада в Німеччині, розташована в землі Шлезвіг-Гольштейн. Входить до складу району Герцогство Лауенбург. Складова частина об'єднання громад Зандеснебен-Нуссе.
Площа — 6,52 км2. Населення становить 562 ос. (станом на 31 грудня 2020).